# Jean Duvivier
Jean Duvivier (Liegi, 7 febbraio 1687 – Parigi, 30 aprile 1761) è stato un medaglista belga naturalizzato francese.

## Biografia
Jean Duvivier nacque il 7 febbraio 1687 a Liegi. Il padre, Gendulphe Duvivier, incisore di sigilli e di stoviglie del Principe Vescovo, lo iniziò al disegno. Trasferitosi a Parigi nel 1710 e naturalizzato francese, fu nominato medaglista ufficiale del re Luigi XV nel 1719, succedendo a Jean Mauger. Estremamente prolifico, firmò più di quattrocento matrici.
Duvivier sposò Marie-Louis Vignon, morta il 28 settembre 1752. Da tale unione nacquero quattro figli: Louise-Françoise (nata nel 1719), Pierre-Louis-Isaac (nato nel 1727), Pierre-Simon-Benjamin (nato nel 1730) e Thomas-Germain-Joseph (nato nel 1735). La primogenita Louis-Françoise andò in sposa all'incisore Jacques-Nicolas Tardieu, mentre Pierre-Simon-Benjamin fu incisore generale delle monete dal 1774 al 1791.
Jean Duvivier morì a Parigi il 30 aprile 1761. La sua città natale, Liegi, gli ha dedicato una via, la rue Duvivier.

## Galleria d'immagini

Opere di Jean Duvivier
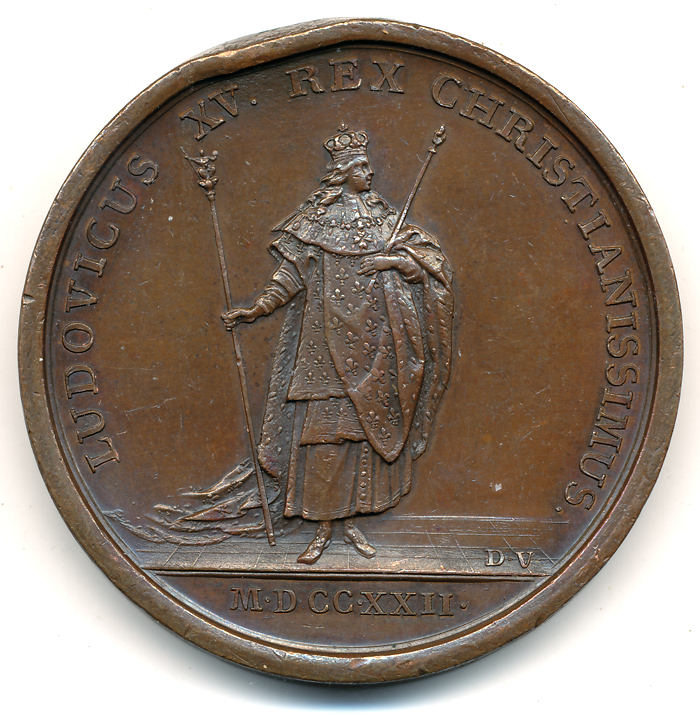
Rovescio della medaglia dell'Incoronazione di Luigi XV (1722), firmato D.V. (recto di Michel Rog).
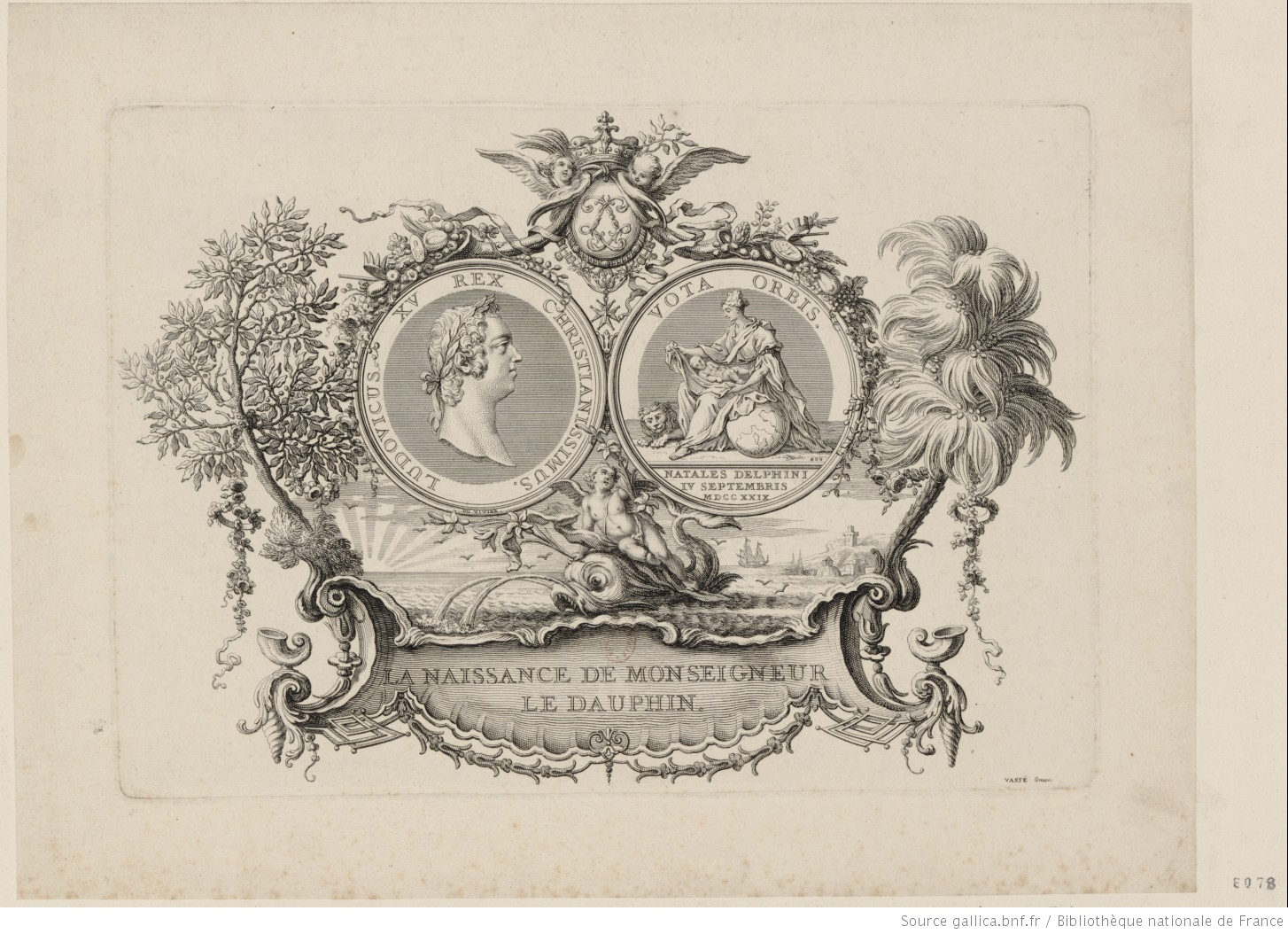
Medaglia coniata in occasione della nascita del Delfino: sul dritto il ritratto di Luigi XV, sul rovescio la Francia che tiene il delfino sulle ginocchia (1729).
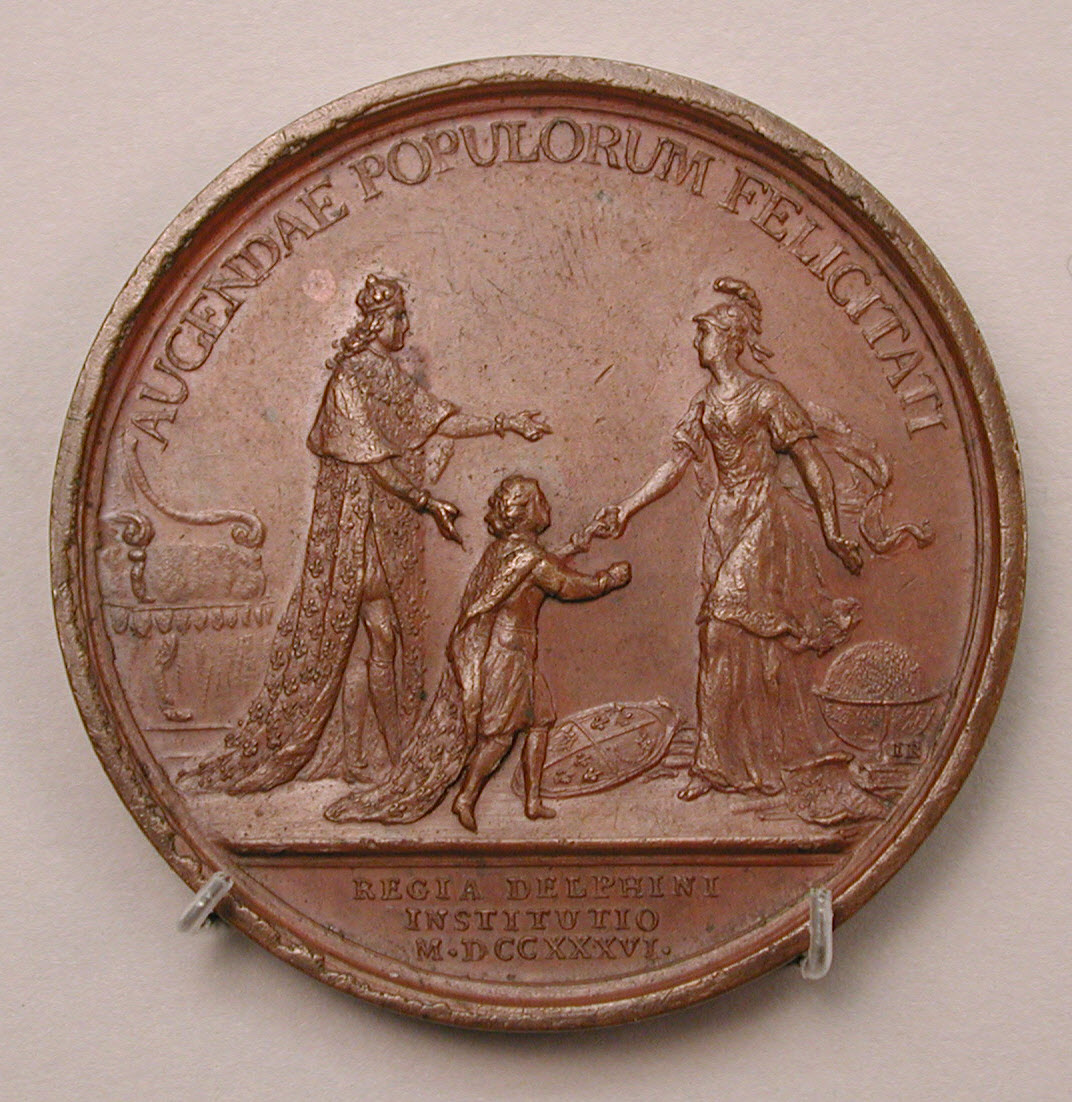
La vera educazione del delfino (1736).
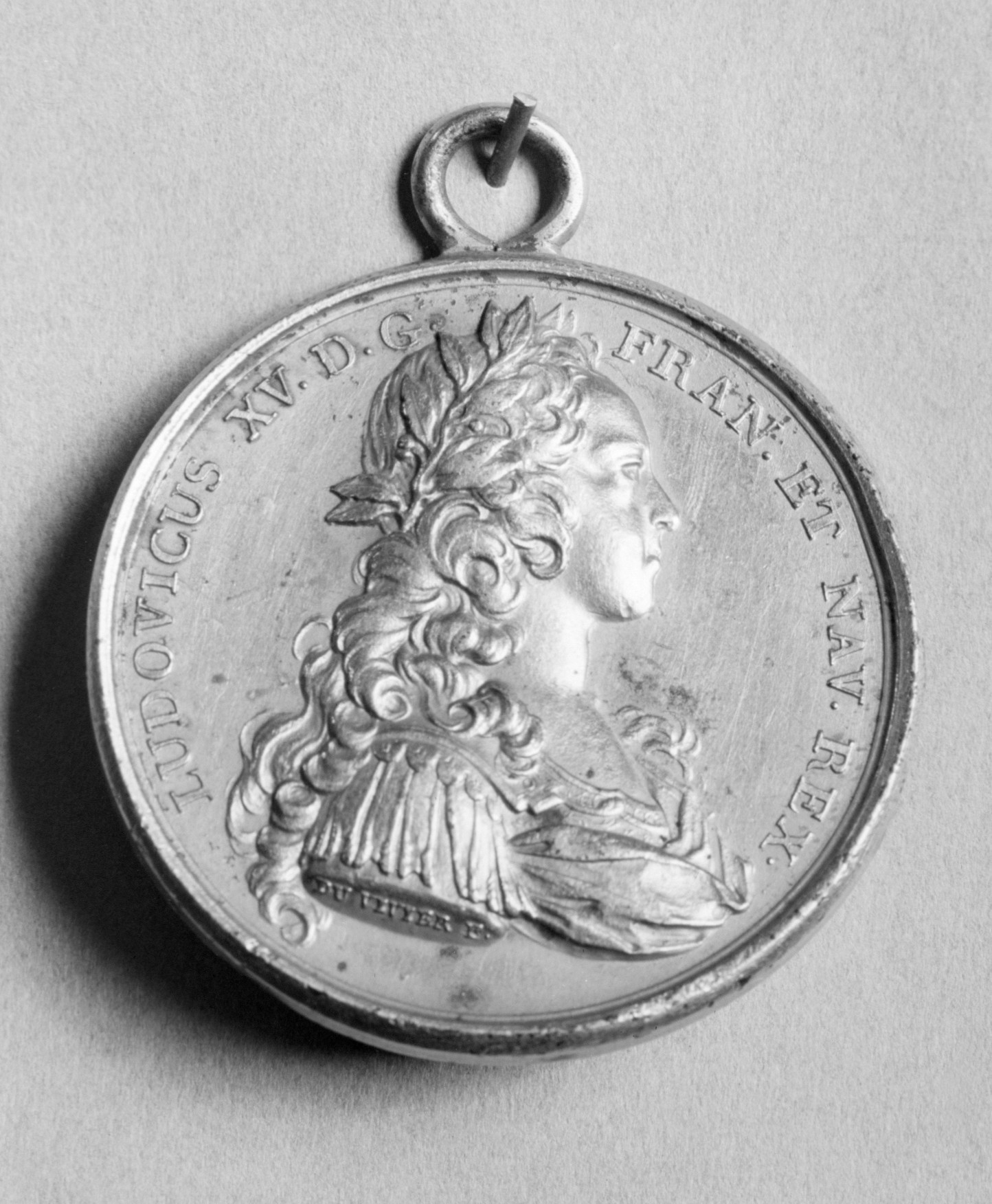
Luigi XV (1715-1723).